# Pankuronium-bromid
Pankuronium-bromid je aminosteroid prodávaný pod obchodním názvem Pavulon. Látka se v medicíně používá na relaxaci kosterních svalů během chirurgických operací, kde je použito anestetikum. Sama však nemá žádné sedativní účinky.

## Výroba
Velká Británie v roce 2008 zakázala vývoz této látky do Spojených států amerických. Důvodem bylo, že tato látka byla a dodnes je v některých státech používána jako jedna ze tří složek smrtící injekce, kterou se popravují odsouzení k smrti.

## Využití v medicíně
V Kanadě se lék prodává již od roku 1973. Vedlejšími účinky je zvýšení srdečního tepu a krevního tlaku. Může také výjimečně dojít k nadměrné tvorbě slin a potu, syndromu spánkové apnoe nebo k vytvoření vyrážky.

## Toxicita
Následující tabulka ukazuje míru toxicity látky:
| LD 50 (smrtelná dávka) v mg/kg | LD 50 (smrtelná dávka) v mg/kg | LD 50 (smrtelná dávka) v mg/kg | LD 50 (smrtelná dávka) v mg/kg | LD 50 (smrtelná dávka) v mg/kg |
|                                | krysa                          | myš                            | králík                         | kuře                           |
| ------------------------------ | ------------------------------ | ------------------------------ | ------------------------------ | ------------------------------ |
| orálně                         | 202                            | 21,2                           | chybí údaje                    | chybí údaje                    |
| ip                             | 0,479                          | 0,128                          | chybí údaje                    | chybí údaje                    |
| sc                             | 0,436                          | 0,167                          | chybí údaje                    | chybí údaje                    |
| nitrožilně                     | 0,153                          | 0,013                          | 0,016                          | 0,063                          |

Toxicita této látky se využívá při popravě vězňů v některých státech USA (jedna ze tří povolených látek). V Nizozemsku a Belgii se jedná o doporučenou látku při provádění eutanazie. Látka však může být i zneužita, což je případ amerického anesteziologa Efrena Saldivara, který mezi lety 1988 a 1998 předávkoval v Kalifornii více než 200 pacientů. Odsouzen byl na doživotí. Stejně tak jí lze použít k trestné činnosti, kdy pomocí ní byli v polském městě Lodž zabíjeni pacienti, aby byli následně prodáváni místním pohřebním službám. Tato kauza vešla v známost jako Případ lovců kůží.